# Thil-sur-Arroux
Thil-sur-Arroux ist eine französische Gemeinde mit 137 Einwohnern (Stand: 1. Januar 2022) im Département Saône-et-Loire in der Region Bourgogne-Franche-Comté (vor 2016 Lothringen). Die Gemeinde gehört zum Arrondissement Autun und zum Kanton Autun-2 (bis 2015 Kanton Saint-Léger-sous-Beuvray). Die Einwohner werden Thillois genannt.

## Geographie
Thil-sur-Arroux liegt etwa 20 Kilometer südwestlich von Autun im regionalen Naturpark Morvan. Der Arroux begrenzt die Gemeinde im Osten. Umgeben wird Thil-sur-Arroux von den Nachbargemeinden Saint-Didier-sur-Arroux im Norden, Saint-Nizier-sur-Arroux im Osten und Nordosten, Charbonnat im Süden sowie Luzy im Westen.

## Bevölkerungsentwicklung
| 1962                       | 1968 | 1975 | 1982 | 1990 | 1999 | 2006 | 2013 |
| -------------------------- | ---- | ---- | ---- | ---- | ---- | ---- | ---- |
| 230                        | 212  | 180  | 173  | 142  | 142  | 144  | 150  |
| Quellen: Cassini und INSEE |      |      |      |      |      |      |      |

## Sehenswürdigkeiten
- Kirche Nativité-de-la-Sainte-Vierge, 1850 wieder errichtet

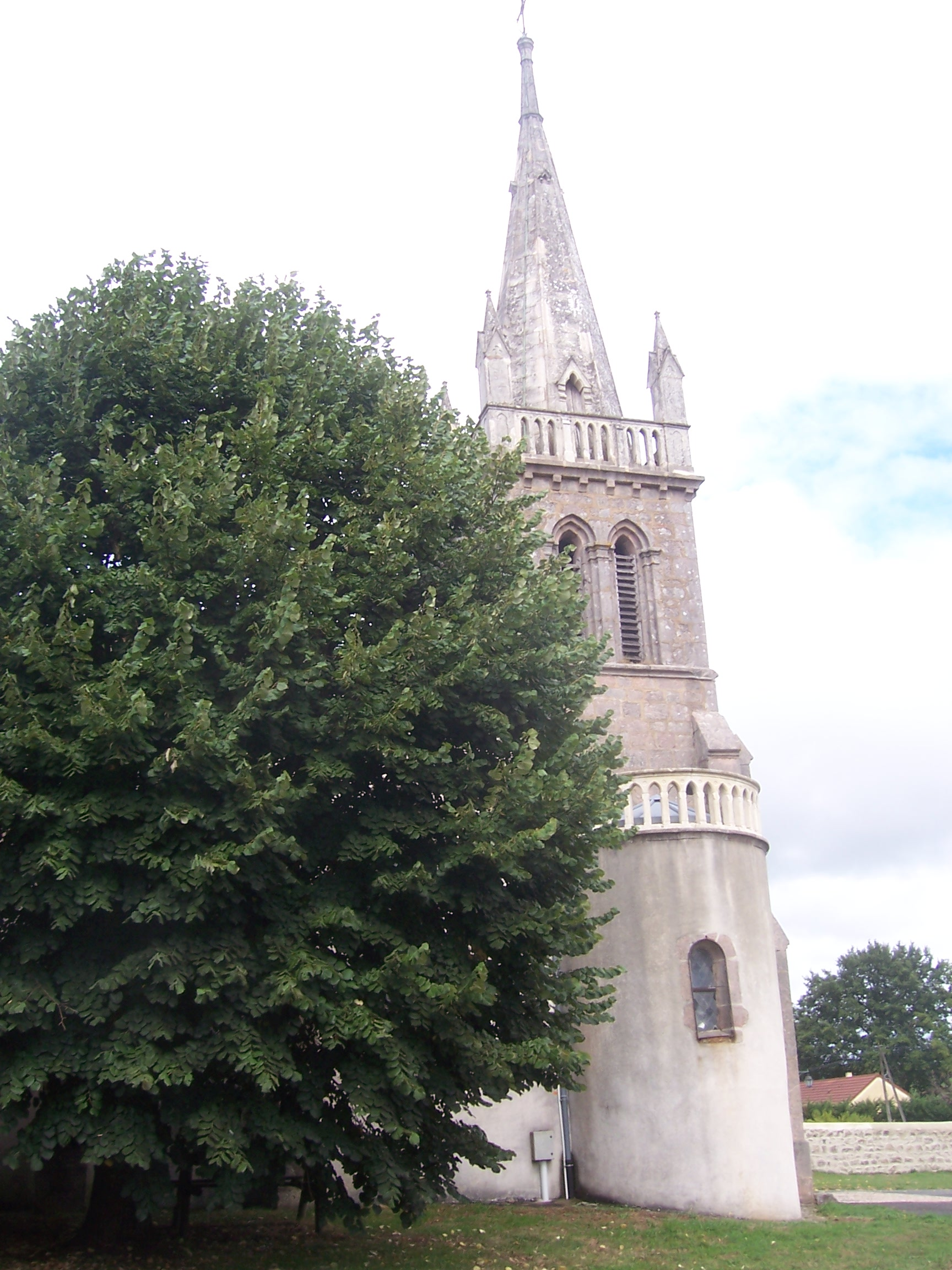
Kirche Nativité-de-la-Sainte-Vierge

- Schloss Thil-sur-Arroux
- Schloss Souve
- Schloss Chevigny
- Mühle der Verdammten